# 亨利·肯德尔
亨利·韦·肯德尔（英語：Henry Way Kendall，1926年12月9日—1999年2月15日），出生于波士顿，美国物理学家，1990年获诺贝尔物理学奖。